# Júlio Prestes

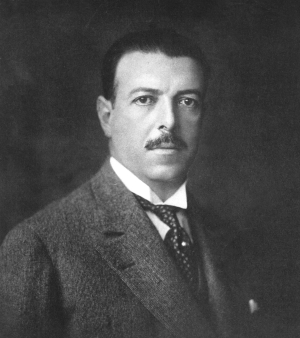
Julio Prestes

Júlio Prestes de Albuquerque (Itapetininga, 15 de març de 1882 — São Paulo, 9 de febrer de 1946) va ser un poeta i polític brasiler, tretzè i últim president de l'estat de São Paulo (1927- 1930) i l'últim paulista de naixement en ser votat president de Brasil, fins a la victòria de Jair Bolsonaro el 2018. Va ser l'últim president de l'anomenada República Velha. No va arribar, no obstant això, a prendre possessió, impedit que va ser per la Revolució de 1930. Era conegut popularment com a "Julinho". El 23 de juny de 1930 va ser el primer brasiler a ser portada de la revista Time.